# 特諾皮爾市鎮
特諾皮爾市級市鎮（羅馬化：Ternopilska miska hromada）是乌克兰位于捷爾諾波爾州捷爾諾波爾區内的市鎮。其行政中心為捷尔诺波尔。2022年人口估计为227,619。

## 歷史
市鎮於2018年11月14日成立，由科布扎里夫卡（當中另包含韋爾泰爾卡村）、庫里夫齊、馬拉希夫齊（包含伊萬基夫齊）和切爾尼希夫（包含赫利亞德基、普萊斯基夫齊）這5个當時位於兹博里夫区的鄉議會和与特諾皮爾市議會合并创建。
2020年2月7日，根据特諾皮爾市議會的决定，茲博里夫區的另一个鄉議會——霍羅迪謝鄉議會被添加進該市鎮，該鄉議會另包含諾西夫齊村。
特諾皮爾市鎮為烏克蘭國内所有州府中第一个合并議會並成立的市鎮。在2020年進行乌克兰行政區劃改革後，捷尔诺波尔州的区份减为至3个，而特諾皮爾則連同該市鎮并入捷尔诺波尔区。

## 定居點
除了捷尔诺波尔市外，該市鎮内下轄共10座村庄，它們分別為：
- 切爾尼希夫
- 赫利亞德基
- 霍羅迪謝
- 伊萬基夫齊
- 科布扎里夫卡
- 庫里夫齊
- 馬拉希夫齊
- 普萊斯基夫齊
- 諾西夫齊
- 韋爾泰爾卡

## 市鎮領導人
- 塞尔希·纳达尔，同時為捷尔诺波尔市长